# Stafilococ auriu
Stafilococul auriu (lat. Staphylococcus aureus) este o bacterie patogenă din genul Staphylococcus, care poate produce infecții supurative sau septicemii la om și animale. Formele de manifestare ale acestor infecții sunt variate: impetigo, piodermite, stafilodermii, pneumonie stafilococică, Sindromul SSS (Engleză: staphiloccocal scalded skin syndrome, numit și sindrom Lyell). Se deosebește de alte specii ale genului prin faptul că este coagulazo-pozitiv. Acesta mai este numit și „superbacteria”, deoarece nu mai răspunde la acțiunea unor antibiotice.
Este un coc Gram-pozitiv, aerob, necapsulat, care apare la microscop sub forma unor aglomări asemenătoare unui ciorchine, iar cultivat pe agar-agar produce colonii mari, rotunde, galben-aurii.
Patogenitatea sa ridicată este data de o serie de factori: coagulaza, hemolizina, leucocidina, enterotoxine etc. Deoarece stafilococii sunt extrem de heterogeni din punct de vedere al antigenelor de suprafață, clasificarea lor cea mai utilizată este în fagotipuri, după tipul fagic.

## Generalități

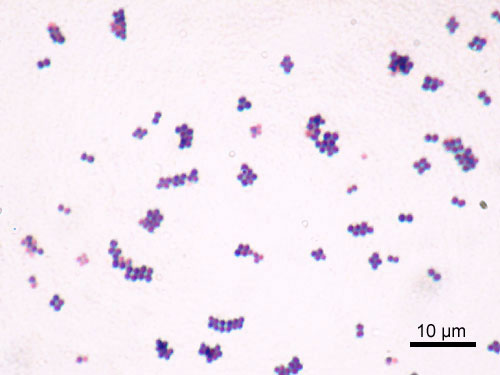
Colorare Gram a lui S. aureus.

Stafilococii sunt bacterii de formă rotund-ovalară (coci), gram pozitivi (se colorează cu colorant Gram), cu un diametru de 0,5-1,5 µm, dispuși caracteristic în grămezi (ca și ciorchinele de strugure). Genul Staphylococcus cuprinde aproximativ 27 de specii de stafilococi, dintre care cele mai des asociate cu infecții umane sunt, în ordinea frecvenței: Staphylococcus haemolyticus, Staphylococcus lugdunensis, Staphylococcus saprophyticus și Staphylococcus schleiferi.
Pot produce o gamǎ largǎ de infecții, a căror gravitate și localizare variază de la infecții superficiale ale pielii până la infecții ce pun viața în pericol, ca de exemplu septicemia sau meningita.

## Epidemiologie

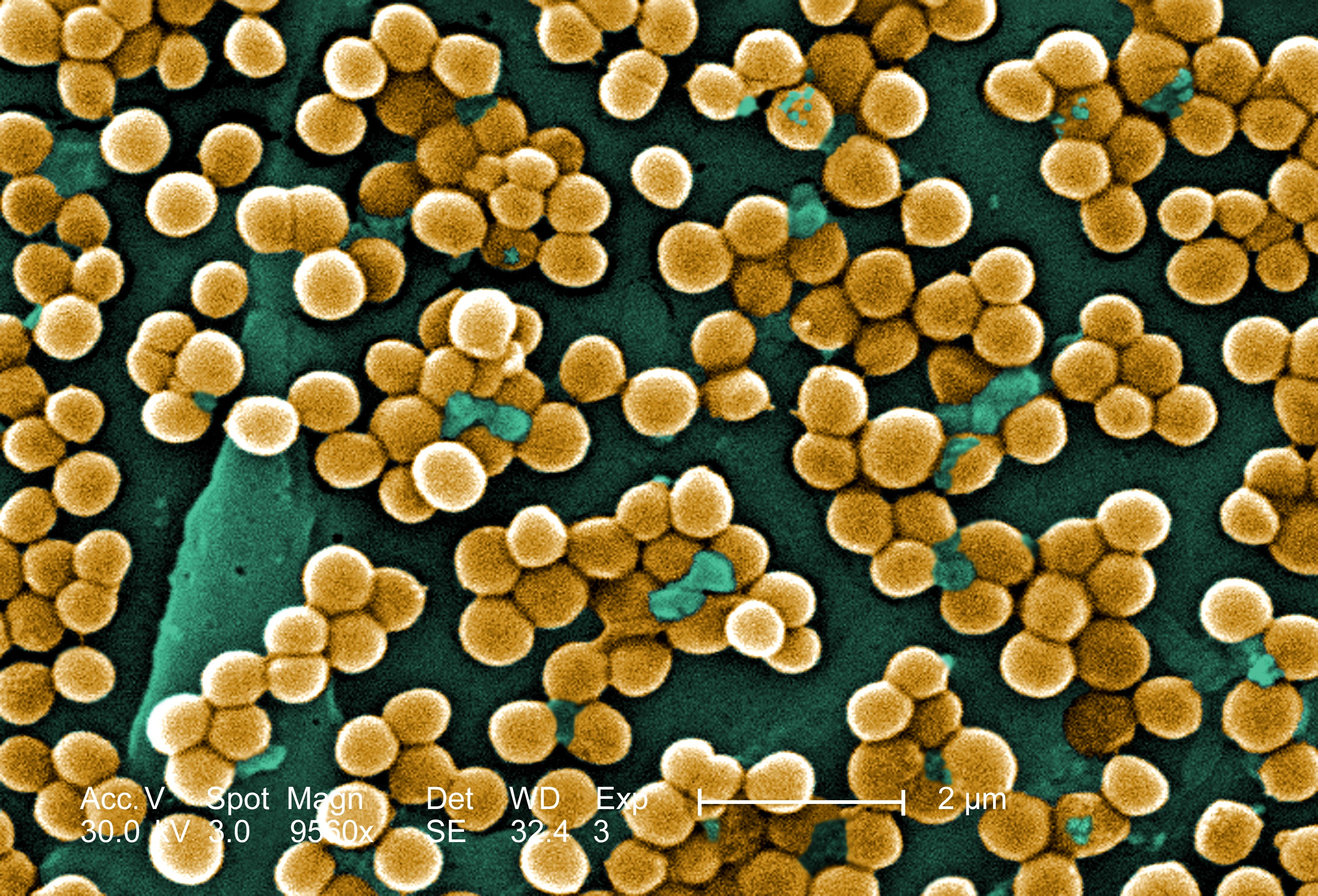
Colonie de S. aureus, imagine procurată cu microscopul electronic

În funcție de capacitatea de a secreta o enzimă numită coagulază (care poate coagula plasma), stafilococii se împart în coagulazo-negativi și coagulazo-pozitivi.
Stafilococii coagulazo-negativi sunt ubicuitari (se găsesc peste tot), făcând parte din flora normală a organismului, găsindu-se în orofaringe, tractul gastro-intestinal și uretra anterioară. Produc frecvent infecții intraspitalicești, ei fiind rezistenți la unele dezinfectante și antiseptice sau apar la cei cu diverse corpuri străine (proteze, grefe, catetere etc.). Supraviețuiesc îndelungat pe suprafețe uscate. Transmiterea se poate face direct interuman sau prin intermediul unor obiecte (prosoape, lenjerie).
Dintre stafilococii coagulazo-pozitivi, o singură specie este patogenă pentru om: Staphylococcus aureus sau Stafilococul auriu, numit astfel după culoarea galben-aurie a coloniilor bacteriene obținute pe medii de cultură.
Denumirea lui Staphylococcus aureus vine de la pigmentul evident când se cultivă pe medii de cultură, care, la această specie, este cel mai frecvent galben-auriu, dar poate fi și alb, în timp ce la Staphylococcus epidermitis este alb iar la Staphylococcus saprophyticus este citrin. Stafilococul auriu rezistă 60 de minute la 60 °C, supraviețuiește în produse uscate câteva luni și rezistă la acțiunea alcoolului etilic 70° aproximativ 10 minute.
Se găsește în mod normal pe pielea și mucoasele omului, dar și a altor mamifere precum și la păsări. Este prezent pe mucoasa nazala la 30% dintre persoanele sănătoase, procentajul fiind mai ridicat la personalul sanitar din spitale, pacienți dializați, diabetici și cei ce folosesc droguri intravenoase. Colonizarea nou-născutului cu stafilococ auriu are loc la nivelul bontului ombilical, suprafața pielii și zona perineală.

## PatogenitateaS. aureus

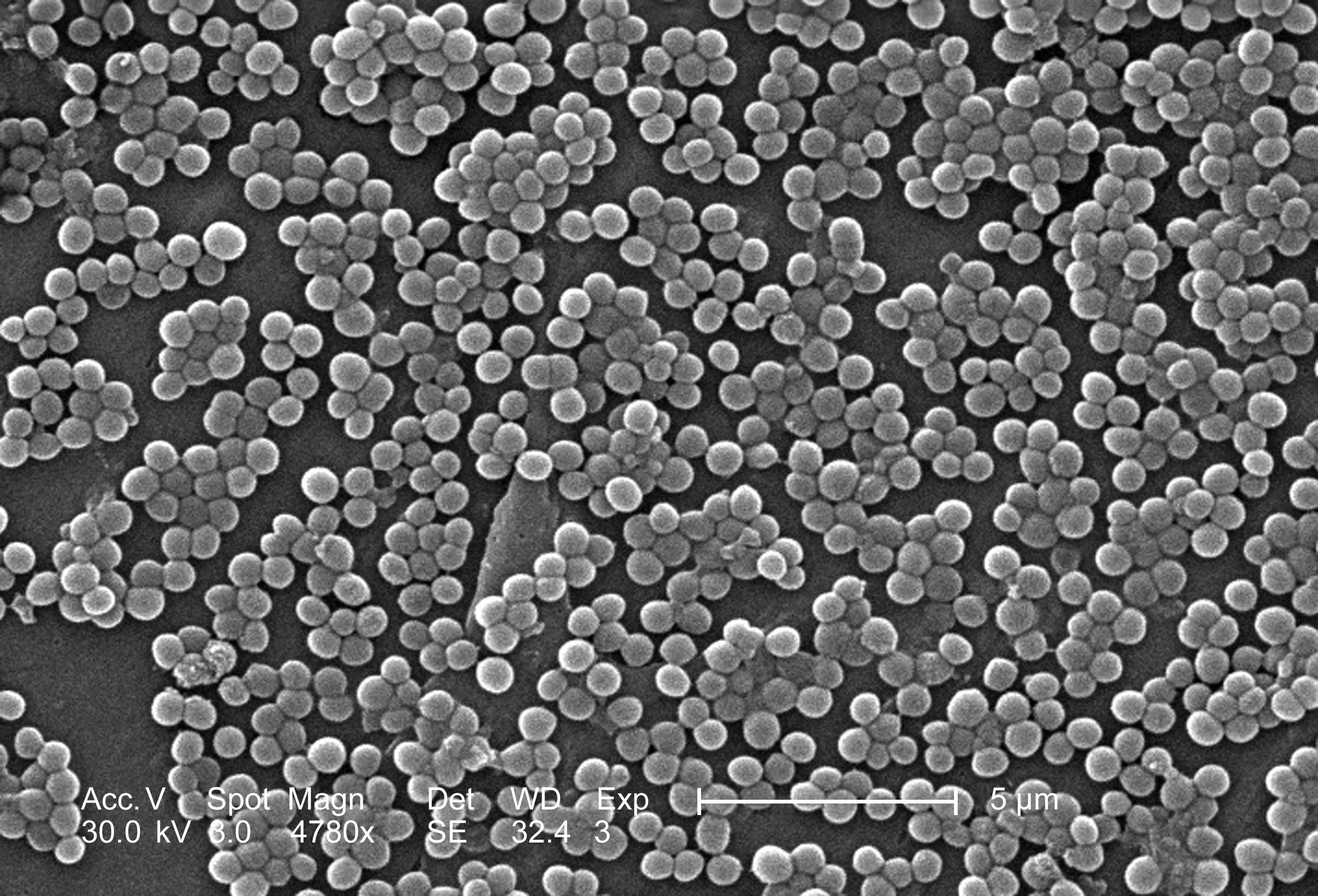
O colonie de S. aureus rezistent la meticilină, imagine procurată cu microscopul electronic

Pentru a înțelege cum reușește această bacterie să patrundă, să infecteze și să se raspândească în organism, în ciuda mecanismelor de apărare proprii organismului, și cum se explică varietatea clinică a afecțiunilor determinate de stafilococ, este important de cunoscut structura acestuia și modul de acțiune.
Stafilococul auriu (S. aureus) își exercită patogenitatea atât prin structura sa cât și printr-o multitudine de enzime pe care le produce. Astfel:
- capsula (un strat subțire care învelește bacteria) protejează bacteria de acțiunea celulelor și mecanismelor de aparare ale organismului (fagocitoză, leucocite, macrofage) și favorizeaza în același timp aderența bacteriei de catetere și de alte materiale sintetice: proteze valvulare, proteze articulare, șunturi, grefe etc.
- peretele celular al bacteriei conține mai multe substanțe care declanșează reacțiile inflamatorii în organism, stimulează sinteza de pirogeni endogeni (substanțe sintetizate în organism care determină apariția febrei) și inhibă mecanismele de aparare ale organismului.
- tot la nivelul peretelui celular există acizi teicoici, care ajută la atașarea stafilococilor de suprafețele mucoaselor.

Stafilococul auriu secretă un număr mare de toxine:
- 5 enzime citolitice, care sunt capabile să lezeze membranele celulare și deci să distrugă celulele; acestea sunt alpha, beta, gama hemolizinele și leucocidina; după cum le spune și numele, hemolizinele au ca principal rol hemoliza – distrugerea eritrocitelor, dar ele pot distruge și alte tipuri de celule având un rol important în producerea leziunilor tisulare; leucocidinele atacă și distrug leucocitele.
- exfoliantina, ce determină leziuni la nivelul epidermului cu exfoliere consecutivă; este responsabilă de apariția dermatitei exfoliative în cadrul sindromului stafilococic al pielii opărite (frecventă la copiii mici).
- toxina-1 a socului toxic, responsabilă de sindromul toxic caracterizat prin: febră, hipotensiune, erupție urmată de descuamare și afectarea mai multor organe interne.
- enterotoxină (sunt 5, notate de la A la E), responsabile de toxiinfecțiile alimentare cu stafilococ, ele fiind rezistente la aciditatea gastrică și rezistă 30 de minute la temperatura de 100 °C, ceea ce semnifică faptul că alimentele contaminate cu enterotoxină stafilococica nu devin inofensive prin fierbere; aceste enterotoxine se pare [necesită citare] că au acțiune și asupra sistemului nervos central, ceea ce explica vărsăturile severe ce apar uneori în toxiinfecțiile alimentare.

De asemenea, stafilococul secretă un număr de enzime care au diverse roluri în patogenitate, dar care sunt utilizate și ca markeri în diagnosticul infecțiilor stafilococice:
- coagulaza, care poate converti fibrinogenul în fibrină și este un marker al virulentei S. aureus
- catalaza, care protejează bacteria de acțiunea apei oxigenate
- hialuronidaza, care hidrolizează acidul hialuronic din țesutul conjunctiv, favorizând astfel diseminarea infecției
- fibrinolizina, care dizolvă cheagurile de fibrină, fiind un factor de difuziune al infecției
- lipazele, care hidrolizează lipidele, ceea ce-i permite bacteriei să supraviețuiască și să invadaze pielea, țesutul subcutanat și ariile sebacee ale organismului
- nucleaze, marker pentru S. aureus
- penicilinaze sau beta-lactamaze, enzime care inhibă penicilina și antibioticele beta-lactaminice, ceea ce-i conferă rezistență bacteriei la tratamentul cu penicilină si alte antibiotice similare.

## Manifestări clinice produse deS. aureus
Manifestările clinice ale infecțiilor produse de stafilococul auriu se datorează fie toxinelor secretate de acesta – intoxicații, fie înmulțirii bacteriene – infecții.
Intoxicatiile stafilococice sunt:
- sindromul pielii opărite
- toxiinfecția alimentară
- sindromul toxic

Principalele infecții sunt cele purulente, dintre care cele mai frecvente sunt:
- infecții ale pielii: furuncule, acnee, foliculite, orjelet, suprainfecțiile plăgilor
- infecțiile țesutului subcutanat: mastite, hidrosadenite, abcese
- infecții respiratorii: faringite, bronșite, pneumonii, empieme
- infecții ale scheletului: artrite, osteomielite
- infecții generalizate: meningite, septicemii, endocardite cu diseminări secundare cu formare de abcese în diferite organe

## Intoxicațiile stafilococice

### Sindromul șocului toxic (SST)
SST este o intoxicație acută amenințătoare de viață, caracterizată prin:
- debut brusc cu febră și alte simptome: greață, vărsături, dureri abdominale, diaree, dureri musculare, cefalee, dureri în gât etc.
- erupție maculară caracteristică, care apare după primele două zile de boală
- hipotensiune arterială, cu amețeli și sincope la ridicarea în ortostatism
- disfuncții pluriorganice, cu afectarea a cel puțin trei organe dintre: tractul gastrointestinal, sistemul muscular, mucoase (genitala, conjunctivala, orofaringiana), rinichi, ficat, celule sangvine (trombocitopenie), sistemul nervos central; caracteristic în SST apărut în perioada menstruală este eritemul și inflamația mucoasei vaginale însoțită de scurgeri vaginale purulente
- descuamația caracteristică a pielii la 1-2 săptămâni de la debutul bolii: începe cu o descuamare furfuracee (mărunta) a pielii de pe torace, față, extremități, urmată ulterior de descuamare în lambouri (grosolană, în bucăți mari) a palmelor, plantelor și degetelor.

Pentru apariția acestui sindrom, un individ trebuie să fie colonizat sau infectat cu o tulpină toxică de S. aureus și trebuie să nu aibă un nivel protector de anticorpi; astfel SST este o boală a tinerilor mai ales, deoarece 90% dintre adulți posedă anticorpi împotriva toxinelor care provoacă SST.

Factori favorizanți sunt:
- perioada menstruală la femei, dar poate apărea și ca o complicație a folosirii metodelor contraceptive locale, a lăuziei, avortului septic, chirurgiei ginecologice
- leziuni tegumentare de diverse etiologii: arsuri chimice, termice, înțepăturile insectelor, leziuni date de varicelă, plăgi chirurgicale.

Tratamentul SST implică decontaminarea focarului care produce toxine, administrarea antibioticelor antistafilococice, susținere volemică (hidratare) și tratamentul disfuncțiilor de organ.

### Sindromul stafilococic al pielii opărite
Acest sindrom se referă la o serie de boli cutanate de severitate variabilă provocate de S. aureus care produce toxina exfoliativă (exfoliantina). Cea mai severă formă este numită boala Ritter la nou-nascuți și necroliza epidermică toxică la vârstnici; alte forme mai puțin severe sunt pemfigusul neonatal și impetigo bulos.
Clinic, debutează cu o erupție eritematoasă, inițial în jurul ochilor și gurii, care se extinde apoi spre trunchi și extremități; în câteva zile începe zbârcirea și descuamarea tegumentelor, care capătă un aspect asemănător cu pielea opărită; zonele denudate rămân roșii strălucitoare și sunt o poartă de intrare pentru diverse bacterii și o cale prin care se pierd lichide și electroliți, la fel ca și în arsurile termice. După aproximativ 48 ore zonele denudate se usucă și începe o nouă descuamare. Evoluția bolii este în medie de 10 zile, mortalitatea prin hipovolemie și infecții fiind însa semnificativă.
Tratamentul include administrarea de antibiotice antistafilococice, lichide, electroliți și tratamentul local al zonelor denudate.

### Toxiinfecția alimentară stafilococică
Apare ca urmare a ingestiei alimentelor contaminate cu enterotoxine stafilococice. Principalele alimente care se pot contamina sunt preparatele din carne și prăjiturile cu cremă, deoarece stafilococii se dezvoltă în mediu bogat în proteine și zahăr; prepararea termică distruge stafilococii, dar nu și enterotoxinele, care sunt stabile termic.
Cel mai important factor de risc pentru toxiinfecția alimentară stafilococică este consumarea alimentelor lăsate la temperatura camerei o perioadă mai îndelungată, în special în anotimpul cald, timp care permite stafilococilor să secrete toxinele.
Simptomele debuteaza în scurt timp după ingestia alimentelor, cu grețuri, vărsături, dureri abdominale și diaree uneori severă.

## Infecțiile stafilococice

### Infecțiile pielii și ale țesuturilor moi
S. aureus este cel mai obișnuit agent al infecțiilor pielii și țesuturilor moi, infecțiile fiind produse de obicei de către flora proprie (care colonizează tegumentele și mucoasele).
- Foliculita – este infecția foliculului pilos (rădăcina firului de păr) și apare ca o pustulă galbenă, rotunjită, înconjurată de o zonă roșie.
- Furunculul – este infecția necrotică a zonelor profunde ale unui folicul pilos, localizat pe fese, față, gât; este dureros, sensibil și se pot însoți de febră și alte manifestări generale.
- Carbunculul - este infecția profundă a unui grup de foliculi piloși; este foarte dureroasă, fiind însoțită de alterarea stării generale și febra, apărând frecvent la bărbații adulți și vârstnici, cu localizare pe ceafă, umeri, șolduri și coapse.
- Panaritiul – infecția pliurilor laterale ale unghiilor este frecvent determinată de S. aureus.
- Celulita – infecția întinsă a țesutului subcutanat poate fi produsă de S. aureus, deși mai frecvent este determinată de streptococi.
- Erizipelul – o erupție cu margini ridicate, bine delimitată, este o infecție superficială a dermului și țesutului subcutanat, produsă uneori și de S. aureus, deși mai frecvent are etiologie streptococică.

De asemenea, S. aureus poate determina infectarea secundară a plăgilor traumatice sau chirurgicale.
Tratamentul acestor infecții constă în administrarea de antibiotice antistafilococice local și/sau sistemic și ingrijirea leziunilor locale, unde este cazul și drenaj chirurgical (furuncul, carbuncul).

### Infecțiile respiratorii
Infecțiile respiratorii cu S. aureus se pot produce fie datorită florei de la nivelul orofaringelui, fie datorită diseminării hematogene a stafilococilor, de la un focar intravascular de infecție (endocardita inimii drepte, tromboflebita septică). Infecțiile cu stafilococ pot fi localizate oriunde la nivelul tractului respirator, determinând: rinofaringite, faringo-amigdalite, traheite, bronșite, pneumonii, empiem, sinuzite.
Etiologia stafilococică a pneumoniei este neobișnuită, dar când apare poate avea o evoluție severă. Factori predispozanți pentru pneumonia stafilococică sunt: instituționalizarea în unități de ingrijire a bolnavilor cronici, antibioterapia folosită recent, spitalizarea, intubația traheală, infecții respiratorii virale, boli cronice sau care se însoțesc de imunodepresie.

### Infecțiile sistemului nervos central
S. aureus ajunge la nivelul sistemului nervos central fie pe cale hematogenă (prin sânge), de la o endocardită cel mai frecvent, fie prin extindere directă de la o infecție a țesuturilor vecine: oasele craniului, sinusuri, infecții ale pielii și țesuturilor moi de la nivelul feței.
- Abcesul cerebral - poate apărea prin extindere directă de la o sinuzită, de la infecția stafilococică a țesutului moale, de la un traumatism penetrant sau o plagă chirurgicală, sau prin diseminare hematogenă de la o endocardită infecțioasă.
- Meningita purulentă - poate însoți abcesul cerebral sau apare independent de acesta.
- Empiemul subdural - se produce prin extindere directă de la o osteomielită a craniului, după intervenții chirurgicale sau traumatisme, ori de la o sinuzită.
- Abcesele epidurale spinale - pot apărea în relație cu osteomielită sau infecția discului vertebral, în timp ce abcesele epidurale cerebrale apar după sinuzite, traumatisme sau intervenții chirurgicale.

S. aureus este cauza cea mai obișnuită de tromboflebită intracraniană septică – care apare, de obicei, după o sinuzită, mastoidită sau o infecție stafilocică a țesuturilor moi ale feței. Adesea aceste infecții pot coexista: astfel, meningita poate însoți un abces cerebral, o flebită intracraniană, iar flebita poate însoți abcesul epidural sau empiemul.

### Infecțiile tractului urinar
S. aureus este o cauză neobișnuită a infecției tractului urinar. De obicei, apar secundar intervențiilor asupra vezicii urinare: cistoscopia, sondaj vezical etc.
În absența unor manevre urologice, prezența S. aureus în urină trebuie să ridice suspiciunea diseminarii hematogene a infecției frecvent de la o endocardită stafilococică, avându-se în vedere și existența unui abces la nivel renal.

### Infecțiile endovasculare
Stafilocul auriu este una dintre cauzele cele mai frecvente de endocardită bacteriană acută, atât pe valve native, cât și pe protezele valvulare, valvele cele mai frecvent afectate fiind valvele mitrale și aortice. La consumatorii de droguri intravenoase apare mai frecvent endocardita inimii drepte cu afectarea valvei tricuspide.
Endocardita stafilococică are o rată crescută de mortalitate (40-60%), atât prin tulburările cardiace pe care le antrenează, cât și prin diseminarea hematogena a infecției cu apariția septicemiei, meningitei, abceselor cerebrale și abcese în diferite alte organe etc.

### Infecțiile musculo-scheletale
S. aureus este cea mai frecventă cauză de osteomielită acută la adulți și una dintre principalele cauze la copii. Se produce prin diseminare hematogenă sau prin extindere directă de la un focar infecțios. La adulți, localizarea cea mai frecventă este corpul vertebral, în timp ce la copii se localizează frecvent la nivelul metafizelor oaselor lungi (unde vascularizația este mai bogată). Clinic, apare durere locală însoțită de febră și alte semne generale.
O formă particulară de osteomielită este cea asociată cu protezele articulare sau cu dispozitivele de fixare interne sau externe. Durerea, febra, inflamația și scăderea mobilității sunt semnele care pot apărea în osteomielita protezelor. În multe cazuri se produce desprinderea protezei necesitând îndepărtarea chirurgicală a acesteia.
Artrita septică este localizarea infecției la nivelul articulației, stafilococul auriu fiind cea mai frecventă etiologie la adulți. Factori predispozanți pentru artrita septică sunt: utilizarea de droguri intravenoase, artrita reumatoidă sau alte afecțiuni articulare, traumatisme, utilizarea sistemică sau intraarticulară a steroizilor. Localizările cele mai des întâlnite sunt genunchii, articulația șoldului și articulația sacro-iliacă. Pe lânga tratamentul cu antibiotice, aceasta forma mai necesită și drenajul articular.
Infecția mușchilor cu S. aureus – polimiozita, este rară, apărând mai frecvent în zonele tropicale și, de obicei, la pacienți cu boli de fond (diabet zaharat, alcoolism, boli hematologice, afectiuni maligne etc.)

## Diagnostic

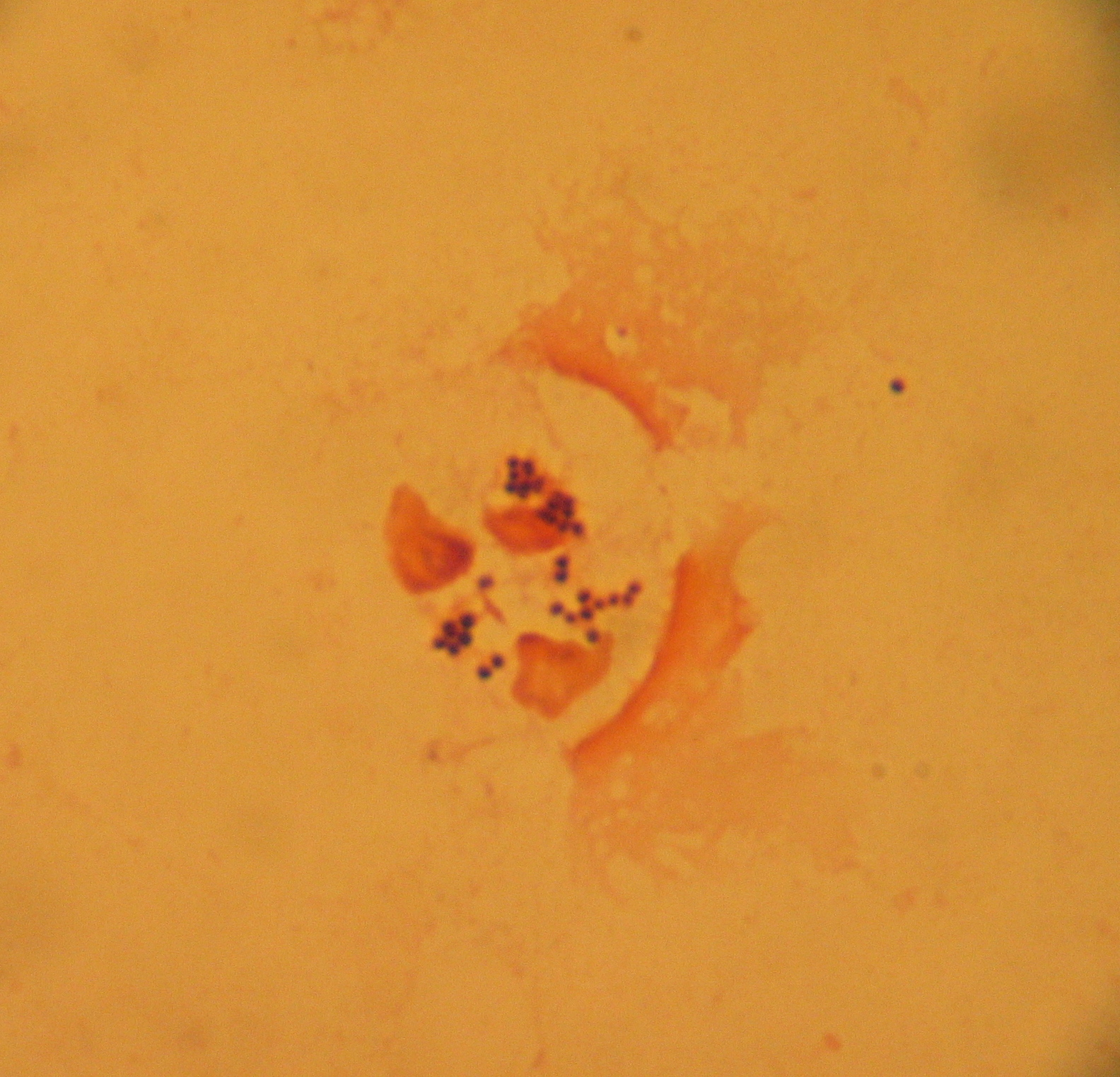
Coci tipici gram-positivi, în grupuri, dintr-o colorare Gram a unei mostre de sputum.

Diagnosticul infecțiilor cu S. aureus este relativ simplu, constând în punerea în evidență a bacteriei în diferite materiale purulente recoltate de la locul infecției sau în fluidele organismului, care sunt sterile în mod normal. Mai dificil poate fi, însă, diagnosticul intoxicațiilor stafilococice, care de multe ori se face numai pe baza semnelor clinice. Deoarece intoxicația stafilococică nu presupune neapărat și infecția, S. aureus, de cele mai multe ori, este absent. Determinarea enterotoxinelor în probele alimentare, demonstrarea apariției anticorpilor îndreptați împotriva toxinelor stafilococice ale șocului toxic sau demonstrarea producerii de toxine in vitro la o tulpină izolată, sunt datele de laborator care pot confirma diagnosticul clinic, însă acestea sunt dificil de realizat în practica clinică.

## Tratament
Tratamentul infecțiilor stafilococice cuprinde tratament antibiotic, alături de care sunt necesare și drenajul colecțiilor purulente, îndepărtarea țesuturilor necrozate și a corpurilor străine. Deoarece în prezența unor corpuri străine (proteze, catetere, pacemaker), este aproape imposibil de eradicat infecția cu S. aureus, de cele mai multe ori acestea trebuie îndepărtate.

### Tratamentul antibiotic
Încă din anii 1950-1960 a fost semnalată o creștere rapidă a rezistenței tulpinilor stafilococice, în general, și mai ales a S. auriu la antibiotice. Efectuarea antibiogramei a devenit, astfel, obligatorie pentru toate tulpinile de S. aureus izolate din diverse infecții. Rezistența se instalează prin următoarele mecanisme:
- producerea de beta-lactamaze, enzime care neutralizează antibioticele care au în structura lor nucleul beta-lactaminic
- modificarea unor proteine ale peretelui celular, ceea ce duce la scăderea permeabilității bacteriene și modificarea țintei antibioticului astfel încât acesta să nu se mai poată lega de structurile bacteriene.

Aceste proprietăți conferă rezistență la toate antibioticele care au în structura lor beta-lactamine (peniciline și cefalosporine). Testarea tulpinilor rezistente se face prin testarea sensibilității la meticilină; dacă tulpinile sunt rezistente la meticilină înseamnă că sunt rezistente la toate antibioticele beta-lactaminice. Acești stafilococi se numesc stafilococi meticilino-rezistenti (Engleză: MRSA – Methicilin resistent Staphylococcus aureus). Antibioticele de elecție pentru aceste tulpini sunt Vancomicina, Linezolid, Fosfomicina, care sunt rezistente la acțiunea beta-lactamazelor secretate de către stafilococi.Pentru tulpinile sensibile, antibioticul de elecție rămâne Oxacilina.
Infecțiile grave care necesită doze mari sau infecțiile asociate cu bacteriemie se vor trata cu antibiotice pe cale parenterală (injectabilă),asociind doua sau mai multe antibiotice din clase diferite, în timp ce infecțiile pielii, ale țesuturilor moi sau ale căilor respiratorii se pot trata prin administrare orală. Durata tratamentului și calea de administrare diferă în funcție de localizare, severitate, imunitatea gazdei și răspunsul la tratament; bacteriemia necesită 2-4 săptămâni de tratament cu antibiotic parenteral, osteomielita acută și endocardita acută 4-6 săptămâni, în timp ce osteomielita cronică necesită până la 6-8 săptămâni de tratament parenteral.

### Profilaxia
Profilaxia infecțiilor streptococice constă în:
- măsuri de igienă riguroasă în unitățile sanitare: spălarea meticuloasă a mâinilor după contactul cu pacienții, utilizarea mănușilor la contactul cu plăgile și mucoasele contaminate
- administrarea profilactică de antibiotice pre- și post-operator, pentru a preveni infecția plăgilor postoperatorii
- tratamentul prompt al tuturor infecțiilor streptococice, chiar și a celor superficiale, ale pielii și țesuturilor moi.

### Tratamente naturiste

#### Miere de Manuka
Cercetările medicale realizate în ultimii 15 ani în Departamentul de Cercetare al Mierii al Universității Waikato din Noua Zeelandă au dovedit că mierea de Manuka cu factor UMF mai mare de 10 este eficientă în distrugerea Staphylococcus aureus.
Directorul departamentului, Dr. Peter Molan, a clasificat mierea de Manuka în funcție de puterea antibacteriană, introducând factorul UMF (en. Unique Manuka Factor). Mierea clasificată cu UMF 10+ și peste poate fi folosită în mod eficient pentru rezolvarea unor probleme de sănătate.
Trebuie notat că nu toata mierea de Manuka are factor UMF și, în consecință, nu are calitățile terapeutice ale acesteia. Mierea de Manuka este testată in laboratoare atestate și autorizate de Active Manuka Honey Association (AMHA). Numai mierea care are factor UMF este, apoi, certificată și clasificată, în funcție de calitățile ei antibacteriene. 
Imunoglobulină din ouă
Compania Romvac., cel mai important producător de medicamente și vaccinuri de uz veterinar din România, comercializeaza din 2014 o linie de produse revoluționare care pot substitui antibioticele în tratarea celor mai dificile infecții printre care si cea cu Staphylococcus aureus. Tratamentul dezvoltat în laboratoarele ROMVAC au fost create în colaborare cu specialiștii de la Institutul ”Victor Babeș” din București.

## Stafilococi coagulazo-negativi
Dintre stafilococii care nu posedă capacitatea de a produce coagulază, numiți și coagulazo-negativi, cel mai des implicat în infecții la om este Staphylococcus epidermitis (stafilococul alb).
Sunt cauza majoră de infecție nozocomială și infectează mai frecvent protezele, grefele venoase sau apar după dializa peritoneală; sunt germeni cu o patogenitate redusă, infecțiile fiind datorate mai mult vulnerabilității gazdei decât virulenței bacteriei.
Stafilococii coagulazo-negativi au anumite caracteristici comune:
- sunt, în general, latenți: între momentul contaminării (procedură medicală, de exemplu) și debutul simptomelor există o lungă perioadă de timp, cu excepția pacienților cu neutropenie la care debutul este precoce
- majoritatea determină infecții nozocomiale, cu excepția endocarditei pe valve native și a infecțiilor urinare produse de S. Saprophyticus
- majoritatea infecțiilor sunt produse de tulpini rezistente la mai multe antibiotice, inclusiv la peniciline și cefalosporine
- multe dintre infecții sunt asociate unor proteze, dispozitive, catetere, care necesită îndepărtarea lor pentru vindecare.

În infecțiile valvulare – bacteria este introdusă în timpul intervenției chirurgicale, simptomele putând apărea și la un an de la aceasta. Infecția constă într-un abces, care se localizează la locul unde valva artificială se leagă de țesutul miocardic, care, în timp, duce la desprinderea valvei cu compromiterea activității mecanice a inimii urmată de deces.
Infecțiile cateterelor și by-pass-urilor sunt cauzate într-o proporție de 20-65% de stafilococi coagulazo-negativi, care produc o bacteriemie de lungă durată, cu formarea în circulația sangvină a unui exces de complexe antigen-anticorp, care printr-o reacție de hipersensibilitate poate produce afectarea rinichiului (glomerulonefrită).
Staphylococcus saprophyticus – produce infecții ale tractului urinar la femei tinere, active sexual.
Tratamentul infecțiilor cu stafilococi coagulazo-negativi constă în îndepărtarea corpurilor străine: proteze, catetere, șunturi, grefe etc. și tratamentul cu antibiotice, de preferat în funcție de antibiogramă, aceste bacterii fiind rezistente la multe antibiotice. Când severitatea infecției nu permite așteptarea rezultatelor antibiogramei se poate începe tratamentul cu antibiotice de tipul: Vancomicină, Oxacilină, Nafcilină, durata și calea de administrare fiind în funcție de localizarea și severitatea infecției.